# Дом дворянского собрания (Симферополь)
Дом Дворянского собрания — историческое общественное здание в центре Симферополя (ул. Горького, 10). В реестре памятников истории и культуры Украины фигурирует под названием: здание, в котором работал Н. И. Пирогов и первые медицинские сёстры милосердия. В конце 2016 года памятник градостроительства и архитектуры под названием «здание Дворянского собрания» отнесено к объектам культурного наследия России на территории Республики Крым — субъекта Российской Федерации.
С 2011 года, после выселения отсюда управления библиотеки имени Франко, дом долгое время пустовал. С осени 2020 года в здании располагаются учебные аудитории Крымского университета культуры.

## История

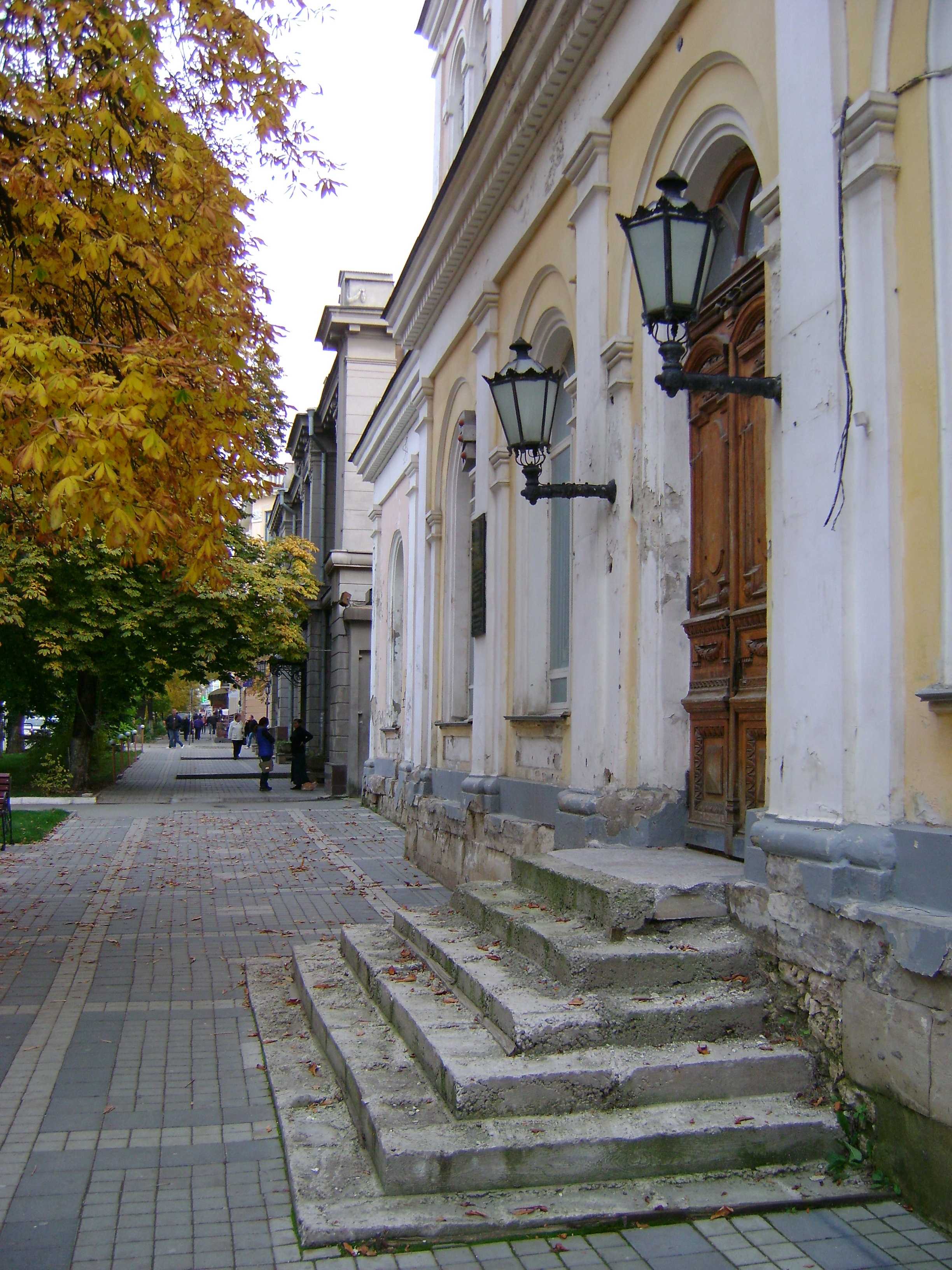
Крыльцо дома

Построен в 1848 году как дом Депутатского дворянского собрания. Проект был разработан таврическим губернским архитектором К. И. Гоняевым. Зелёная улица была названа в честь престижного дома Дворянской. О ней упоминает Вигель:
Ещё 13-го, прогуливаясь вечером, зашёл я на принадлежащий Дворянскому собранию преобширный двор, на котором какой-то приезжий эквилибрист увеселял и удивлял публику, состоящую по большей части из простонародья, своими прыжками по натянутой проволоке. Я сидел в одном сюртуке, и мне было почти жарко...!
Вход в здание был подчёркнут двумя фонарями на чугунных столбах по обе стороны двери. Просторная центральная зала была хорошо освещена и украшена художественной росписью. Элегантно был оборудован и кабинет предводителя дворянства.
Участниками собрания были представители дворянского общества губернии. Дворянское собрание занимались решением локальных общественных вопросов, при этом им запрещалось обсуждение вопросов государственного устройства. Во время Крымской войны (1854-1855) в этом здании находился военный госпиталь, в котором работал известный хирург Николай Иванович Пирогов. Ассистировал ему С. П. Боткин, помогали — первые в России сёстры милосердия, и среди них две Екатерины — родные сёстры А. Грибоедова и М. Бакунина. В 1963 году на фасаде установлена мемориальная доска.
После войны Симферопольский городской клуб объединился в одно учреждение с Собранием, а его библиотека обслуживала широкие слои городской интеллигенции и получила впоследствии статус общественной. Согласно приказу Крымревкома от 24 декабря 1920 года в помещении было начато создание Центральной областной библиотеки Крыма. В её фонды вошли книги из первой городской общественной Тумановской библиотеки, библиотек «Просвещение» и духовной семинарии. 7 ноября 1921 года библиотека открыла двери для читателей.
После реорганизаций до 2009 года в особняке размещалась республиканская библиотека им. Франко, которая переехала в новое помещение. Освобожденное здание планировали передать юношеской библиотеке. В 2011 году имение полностью опустело из-за реконструкции улицы Горького. Историческая часть здания была снесена. До 2018 года здание разрушалось.
В последующие три года на средства в сумме около 140 миллионов рублей, выделенные в рамках федеральной целевой программы, осуществлены реставрационные работы с сохранением архитектурного облика здания и приспособлением его для обучения студентов Крымского университета культуры, завершившиеся осенью 2020 года.